# Fronteira Botswana–Zimbabwe

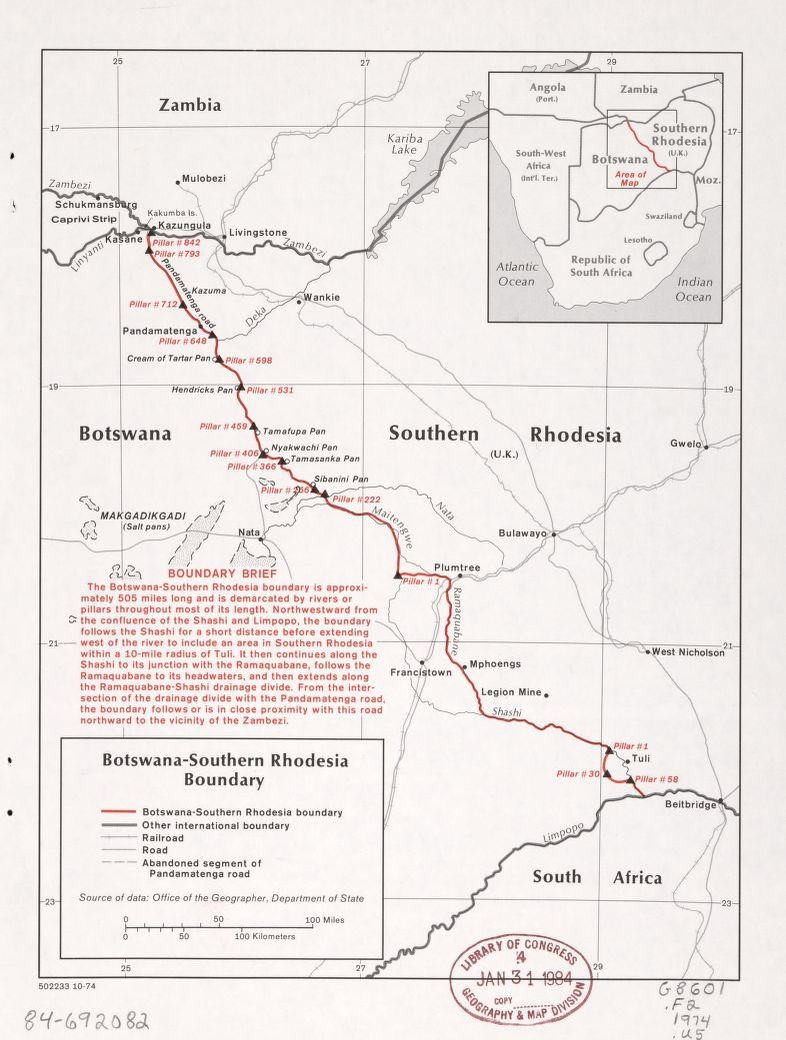
Mapa da fronteira entre o Botswana e o Zimbábue (na época chamada Rodésia do Sul).

A fronteira entre Botswana e Zimbabwe é a linha que limita os territórios de Botswana e Zimbabwe (ex-Rodésia).

## Diferença económica
Um dos últimos países africanos sob domínio dos brancos, a Rodésia foi colónia britânica até 1970, e após isso foi liderada pela minoria branca, sob o governo de Ian Smith. Em 1980, a União Nacional Africana do Zimbabué (ZANU) e o seu líder, Robert Mugabe, venceram as eleições após anos de conflito, e a nova nação negra tornou-se o Zimbabwe.
Os últimos anos assistiram a um conflito interno no Zimbabwe, particularmente sobre a posse de terra. A minoria branca (menos de um por cento) detinha parte das terras cultiváveis do país, e em 2000, Mugabe instituiu uma política racista de reforma agrária que resultou na apreensão de propriedades agrícolas dos brancos. Com os proprietários rurais a sair e nenhum sistema operacional produtivo local, a produção de alimentos caiu drasticamente e a indústria agrícola vacilou, e o Zimbabué sofreu uma crise económica gravíssima. Ao mesmo tempo, a economia do Botswana, o seu vizinho a oeste, é relativamente forte. Desesperadamente os zimbabuenses inundam o Botswana em busca de trabalho, mas eles são aí oficialmente indesejáveis, pois com o desemprego acima dos 20 por cento, o Botswana não quer que seus cidadãos percam empregos para estrangeiros.

## Disputas
Em 2003, começou a construir-se uma cerca elétrica de 300 milhas de comprimento ao longo da fronteira. A razão oficial para a vedação é para parar a propagação da febre aftosa, doença que ataca o gado (em 2003 o Botswana perdeu 13 000 bovinos com a doença). O governo do Botswana alega que foi trazida do outro lado da fronteira do Zimbabwe por bovinos infetados. Os zimbabuenses argumentam que a altura da vedação - inicialmente fixada em 4 m e só depois reduzida para 2,4 m - é claramente destinada a manter as pessoas apartadas. O Botswana tem respondido que a vedação é projetada para impedir a entrada de bovinos, e para assegurar que quem cruze a fronteira tenha os seus sapatos desinfetados na passagem pelas fronteiras legais. O Botsuana alega também que o governo continua a incentivar a circulação legal no país. A barreira continua a ser uma fonte de tensão entre as duas nações.